# Zemianske Sady
Zemianske Sady é um município da Eslováquia, situado no distrito de Galanta, na região de Trnava. Tem 8,05 km² de área e sua população em 2018 foi estimada em 862 habitantes.

## Demografia
| Ano:        | 1994 | 2004   | 2014   | 2024   |
| ----------- | ---- | ------ | ------ | ------ |
| Broj ljudi: | 852  | 880    | 859    | 852    |
| Razlika:    |      | +3,28% | -2,38% | -0,81% |

| Ano:               | 2023 | 2024   |
| ------------------ | ---- | ------ |
| Número de pessoas: | 849  | 852    |
| Diferença:         |      | +0,35% |